# Маньяни, Маргерита
Маргерита Маньяни (итал. Margherita Magnani; род. 26 февраля 1987, Чезена, Эмилия-Романья) — итальянская легкоатлетка, специалистка по бегу на средние дистанции. Выступала на профессиональном уровне в 2006—2019 годах, обладательница бронзовой медали Всемирной Универсиады, многократная победительница и призёрка первенств национального значения, участница летних Олимпийских игр в Рио-де-Жанейро.

## Биография
Маргерита Маньяни родилась 26 февраля 1987 года в городе Чезена, Эмилия-Романья.
Впервые заявила о себе в сезоне 2006 года, когда на зимнем юниорском чемпионате Италии в Анконе выиграла бронзовую и серебряную медали в беге на 800 и 1500 метров.
В 2007 году в 1500-метровой дисциплине заняла 15-е место на молодёжном европейском первенстве в Дебрецене.
В 2009 году на молодёжном европейском первенстве в Каунасе сошла в беге на 800 метров и показала 12-й результат в беге на 1500 метров.
В 2011 году в дисциплине 1500 метров финишировала пятой на Всемирных военных играх в Рио-де-Жанейро.
В 2013 году бежала 1500 метров на зимнем чемпионате Европы в Гётеборге, стала третьей на командном чемпионате Европы в Гейтсхеде, четвёртой на Средиземноморских играх в Мерсине, взяла бронзу на Всемирной Универсиаде в Казани, выступила на чемпионате мира в Москве.
В 2014 году в беге на 3000 метров стала восьмой на чемпионате мира в помещении в Сопоте и пятой на командном чемпионате Европы в Брауншвейге, в беге на 1500 метров стартовала на чемпионате Европы в Цюрихе.
В 2015 году в дисциплине 3000 метров была пятой на командном чемпионате Европы в Чебоксарах, в дисциплине 1500 метров выступала на чемпионате мира в Пекине, завоевала серебряную награду на Всемирных военных играх в Мунгёне.
В 2016 году заняла 11-е место на чемпионате Европы в Амстердаме. Выполнив олимпийский квалификационный норматив (4:07.00), удостоилась права защищать честь страны на летних Олимпийских играх в Рио-де-Жанейро — на предварительном квалификационном этапе бега на 1500 метров показала время 4:09.74, чего оказалось недостаточно для выхода в полуфинальную стадию.
В 2017 году выступила на чемпионате мира по кроссу в Кампале, вместе со своими соотечественниками стала девятой в зачёте смешанной эстафеты. Позднее в дисциплине 3000 метров финишировала шестой на командном чемпионате Европы в Лилле, в дисциплине 1500 метров стартовала на чемпионате мира в Лондоне.
В 2019 году отметилась выступлением на чемпионате Европы в помещении в Глазго, где в беге на 3000 метров закрыла десятку сильнейших. По окончании сезона завершила спортивную карьеру.